# Carlo Angela
Carlo Angela (Olcenengo, 9 gennaio 1875 – Torino, 3 giugno 1949) è stato un medico, politico e antifascista italiano.
Il 29 agosto 2001 gli fu conferita da Yad Vashem l'onorificenza di Giusto tra le nazioni per aver aiutato, a rischio della propria vita, molti ebrei durante la Shoah. Fu il padre del divulgatore scientifico, giornalista e scrittore Piero Angela ed il nonno paterno del divulgatore scientifico Alberto Angela.

## Biografia
Nato a Olcenengo nella cascina Castello detta Pallanza (oggi Via Quinto n. 2) dai contadini Pietro Angela e Angela Bertone (Ronsecco, 1850 - Olcenengo, 1875), la quale morì pochi giorni dopo il parto, il 28 gennaio, a seguito di un'infezione. Il primogenito della coppia, Lino Angela, era nato il 19 settembre e morto il 30 novembre 1871. Carlo Angela si laureò in medicina nel 1899, a soli 24 anni, all'Università di Torino. A Parigi frequentò i corsi di neuropsichiatria di Joseph Babinski. Fu ufficiale medico della Croce Rossa Italiana (raggiungendo il grado di tenente colonnello nel 1937). Prestò servizio nella guerra italo-turca, come direttore dell’ambulanza da montagna CRI n. 2, e durante la prima guerra mondiale, presso l'ospedale territoriale "Vittorio Emanuele III" di Torino e presso il Comitato regionale della Croce Rossa Italiana di Torino, ottenendo due Croci al Merito di Guerra.
Entrò in politica dopo la prima guerra mondiale, aderendo al movimento Democrazia Sociale, un movimento politico nato dalle ceneri del Partito Radicale Italiano. All'interno del partito vi erano molte contraddizioni: insieme con parlamentari di sinistra ve n'erano altri che divennero ministri nel primo governo Mussolini, formato dopo la marcia su Roma.
Angela abbandonò allora il partito e si alleò con i socialisti riformisti di Ivanoe Bonomi, con i quali si presentò alle elezioni del 6 aprile 1924, senza essere eletto.
Dopo l'assassinio di Giacomo Matteotti, nel giugno del 1924, Carlo Angela accusò esplicitamente i fascisti sul settimanale Tempi Nuovi «per il nefando delitto che ha macchiato indelebilmente l'onore nazionale».
Il 15 dicembre 1924 sposò a Torino Maria Luigia Maglia, originaria di Rodallo di Caluso, dalla quale ebbe i figli Piero e Sandra Angela.
Dopo alcuni anni passati come medico condotto del piccolo paese di Bognanco, in Val d'Ossola, durante il periodo della dittatura fascista Angela rinunciò ad incarichi politici e si trasferì a San Maurizio Canavese, con l'incarico di direttore sanitario della casa di cura per malattie mentali "Villa Turina Amione". Fu qui che, durante l'occupazione tedesca e la Repubblica Sociale Italiana, Angela offrì rifugio a numerosi antifascisti ed ebrei, falsificando le cartelle cliniche per giustificarne il ricovero. Nella sua opera di soccorso agli ebrei Angela fu aiutato dal suo vice Brun, dalla madre Tecla e dagli infermieri Fiore De Stefanis, Carlo e Sante Simionato. Sospettato dalla polizia fascista, Angela fu convocato e interrogato a Torino e rischiò anche la fucilazione durante una rappresaglia.
Dopo la Liberazione, Carlo Angela fu nominato sindaco di San Maurizio Canavese. In seguito si presentò alle prime elezioni democratiche dopo oltre vent'anni, nella stessa lista di Norberto Bobbio, Massimo Mila e Ada Gobetti Marchesini, quella del Partito d'Azione, in cui militò dopo aver fatto parte di Giustizia e Libertà.
Divenne presidente dell'ospedale Molinette di Torino. Morì nel 1949 e ricevette sepoltura nel cimitero di San Maurizio Canavese.

## L'impegno in Massoneria
Venne iniziato alla massoneria nel 1905 e raggiunse il 33º grado del rito scozzese antico ed accettato. Dopo la fine della Seconda guerra mondiale divenne Maestro Venerabile della Loggia Propaganda all'Oriente di Torino (di cui fu poi Maestro Venerabile Onorario fino alla morte) e Presidente del Collegio dei Maestri Venerabili della stessa città. L'8 giugno 1949, cinque giorni dopo la sua morte, si svolse il rito massonico funebre presso il tempio della Loggia Propaganda.

## Memoria

### Il riconoscimento di "Giusto tra le Nazioni"

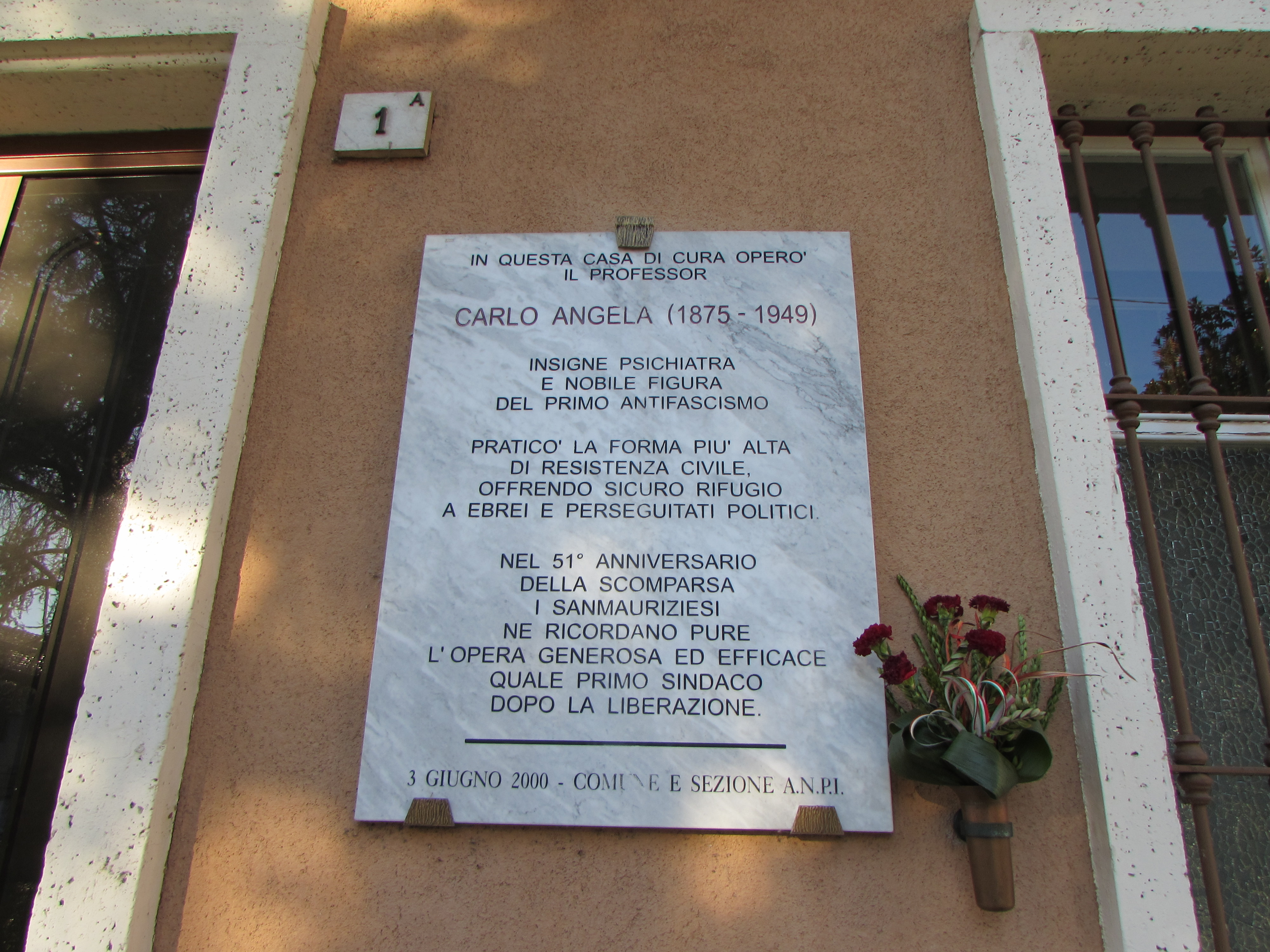
Targa commemorativa di Carlo Angela su una parete della clinica dove operò a San Maurizio Canavese

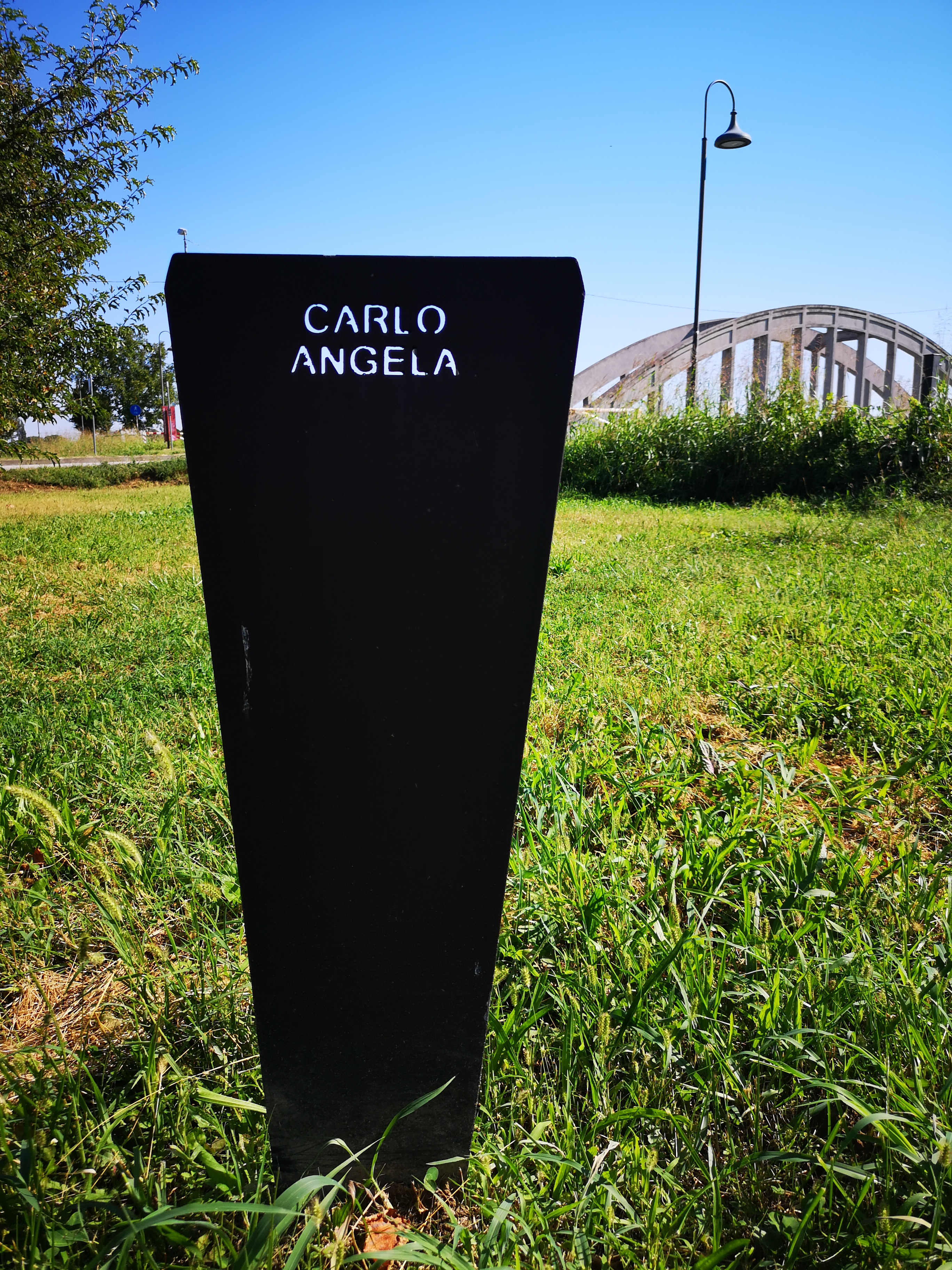
Stele dedicata a Carlo Angela nel Giardino dei Giusti del Mondo a Padova.

Le condizioni indispensabili per riconoscere un «giusto» sono tre: aver salvato ebrei, averli salvati sotto la minaccia di un grave pericolo per la propria vita e non aver mai percepito alcun compenso nel salvarli.
Le azioni compiute da Angela rimasero sconosciute per oltre mezzo secolo, a causa della discrezione della sua famiglia, e vennero alla luce soltanto nel 1995, quando Anna Segre decise di pubblicare il diario del padre Renzo, scritto durante il periodo in cui era scampato ai campi di sterminio, con la moglie Nella, nella clinica "Villa Turina Amione".
Sulla base delle prove e delle testimonianze raccolte e che le erano o state presentate, il 29 agosto 2001 una commissione israeliana conferì al professor Angela l'onorificenza di Giusto fra le Nazioni, inserendo il suo nome nel Giardino dei giusti di Yad Vashem di Gerusalemme: la cerimonia avvenne a San Maurizio Canavese il 25 aprile 2002. Il consigliere dell'ambasciata d'Israele a Roma Tibor Schlosser, a nome di tutta la comunità ebraica mondiale, consegnò il riconoscimento a Sandra e Piero, i figli di Carlo Angela.

### Televisione
Nel 2017 la Rai ha prodotto un documentario di 47 minuti, Carlo Angela: un medico stratega con interventi di diversi studiosi fra i quali Marcello Pezzetti e Bruno Segre.

### Altro
Dal 3 giugno 2000 una strada porta il nome di Carlo Angela a San Maurizio Canavese e una targa è stata apposta all'ingresso della clinica di fronte al Palazzo Comunale. Dal maggio 2017 gli è stata inoltre dedicata la scuola elementare di Ceretta, una frazione di San Maurizio.
A Carlo Angela è dedicata una stele nel Giardino dei Giusti del Mondo a Padova, nel rione Terranegra. La stele, in acciaio corten, è posta tra il monumento simbolo del parco e il Lungargine Terranegra.